# Chen Ruoxi
Pour les articles homonymes, voir Chen.
Dans ce nom, le nom de famille, Chen, précède le nom personnel.
Chen Ruoxi ou Ch’en Jo-hsi (chinois 陳若曦 ; pinyin Chén Ruòxī) est une écrivaine taiwanaise, née Chen Xiumei (chinois 陳秀美 ; pinyin Chén Xiùměi) en 1938 à Taipei. Elle est notamment connue pour ses écrits sur la Révolution culturelle.

## Biographie
Chen Ruoxi fait partie des étudiants qui créent en 1960 la revue Xiandai wenxue (en) (Littérature moderne), fer de lance de la littérature moderniste à Taiwan. Elle se fait alors connaître par des nouvelles privilégiant les recherches formelles. En 1966 elle devient professeur d'anglais à Nankin. Prise avec sa famille dans la tourmente de la Révolution culturelle, elle ne réussit à quitter la Chine continentale qu'en 1973. Cette expérience lui a inspiré une dizaine de nouvelles.
Quand elle vivait en Chine populaire, elle n'a pas publié de texte. Mais, dès son arrivée à Hong Kong, en 1973, elle publie la nouvelle Le Préfet Yin.

## Liste des œuvres
- 1976 : Yin Xianzhang (Le Préfet Yin)

## Traductions
- Le Préfet Yin et autres histoires de la Révolution culturelle, trad. et introduction de Simon Leys, Denoël, 1980.